# 伊計島
伊計島（いけいじま）は、沖縄県うるま市に属する島で、沖縄本島中部の東部海岸に突出する勝連半島の北東約10kmに位置する。

## 地理
面積1.72km2、周囲7.49kmの島で、琉球石灰岩に覆われている。沖縄諸島の内、与勝諸島を構成する太平洋の有人島で、金武湾の東側に位置する。伊計島と宮城島との間の海峡は「フーキジル水道」と呼ばれ、潮の流れが速い。全体としては、長さ約2kmの北東 - 南西へ向いた長方形をなし、最高標高は49mで、島の南西端の独立した丘陵が最高峰（北緯26度23分9.2秒 東経127度59分23.4秒 / 北緯26.385889度 東経127.989833度）となる。そこに伊計グスクが鎮座し、グスク時代において、この丘陵は離れ小島であったと考えられる。その後に砂州が形成され、伊計島と繋がる陸繋島となったとされる。この丘陵を除く大部分は、標高約25mの平坦な地形をなし、北西から南東に向かって勾配が緩やかである。東海岸を除く島の海岸は、標高約20mの海食崖で囲まれる。
海岸沿いはアダンの木々で取り巻かれている。伊計グスクの石灰岩丘陵にはオオハマボウやクロツグ、リュウキュウツチトリモチが自生している。
2017年5月現在の島内人口は230人、世帯数は109世帯となっている。

### 小島・岩礁
- 亀岩 - 龍宮神として祀られる。

## 歴史
伊計島は「伊計」のみの大字で構成され、島の南側に集落を形成している。琉球王国時代の伊計村は当初、勝連間切に属していたが、1676年に西原間切、同年には平田間切、そして1687年からは与那城間切へ移管された。琉球処分で沖縄県が設置された後の1896年（明治29年）に中頭郡、1908年（明治41年）に同郡与那城村の大字「伊計」となる。同村は1994年（平成6年）に町制施行して与那城町に、2005年（平成17年）4月1日に近隣の自治体と合併・改称し、うるま市となる。
方言で「伊計」は「イチ」といい、伊計島は「イチジマ」、「イチハナリ（伊計離）」とも呼ばれる。東恩納寛惇の『南島風土記』では、「イチ」は「遥かに遠い（場所）」との意味で説明しているが、「生々し（いけいけし）」からの由来ともいわれる。『正保国絵図』には「いけ嶋」、『ペリー提督沖縄訪問記』には「イチェイ島 (Ichey Island  )」とある。

### 先史時代からグスク時代

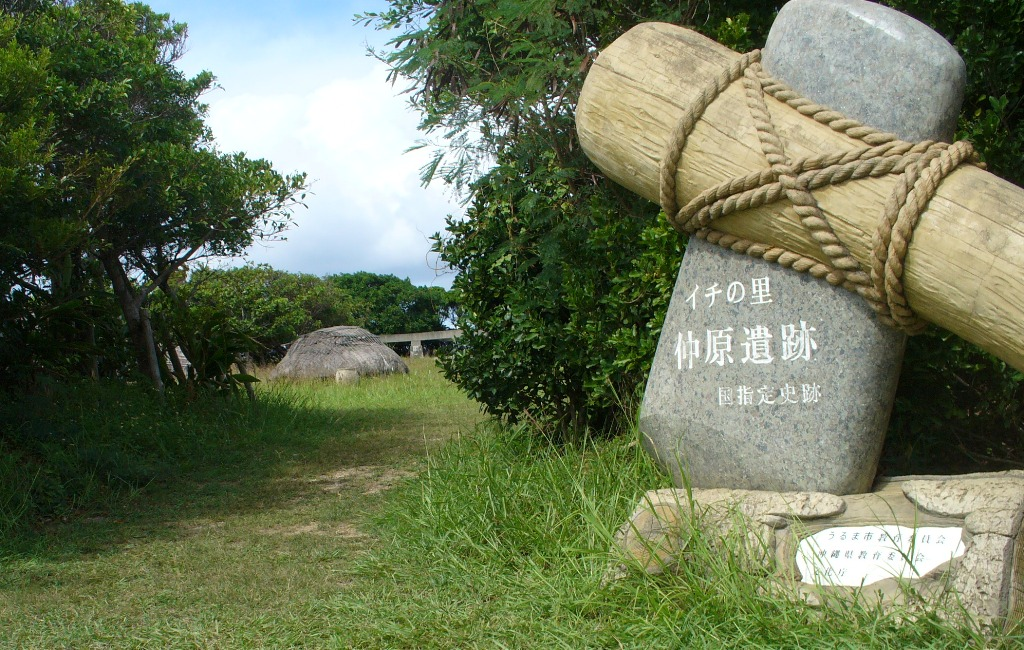
仲原遺跡入り口。発掘後は遺跡の復元・整備を行い、史跡公園として一般開放されている。

伊計島には貝塚時代からグスク時代の遺跡が多数発見されている。1986年（昭和61年）8月16日に国の史跡に指定された「仲原（）遺跡」（北緯26度23分29.5秒 東経127度59分40.5秒 / 北緯26.391528度 東経127.994583度）は、島の中央部からやや西寄りに位置し、南北約50m、東西約100mの範囲に及ぶ。1978年（昭和53年）に、標高約20mの平坦な土地で遺跡が発見され、翌年から本格的な発掘調査が行われた。約2,500年前の貝塚時代中期（弥生時代前期に相当）の集落跡で、石垣で組まれた竪穴建物跡19棟と、その建物跡を利用した室内墓も検出された。また土器や石斧、サメの歯から作られた装飾品も出土している。遺跡から約300m離れた海岸から湧出する「犬名河（インナガー）」で、生活用水を確保していたと考えられる。
伊計島の最南西部の「伊計グスク」は、琉球石灰岩の塔上部に位置する。『おもろさうし』には「いけのもりくすく」、『海東諸国紀』には「池具足城」と記され、グスクの東側には野面積みにされた石垣が残存している。貝塚時代後期の土器やグスク時代の陶器、当グスクの南側では白磁器の欠片が出土している。その他にも、集落地の海岸近くに存在する「伊計貝塚」（北緯26度23分1.8秒 東経127度59分43.5秒 / 北緯26.383833度 東経127.995417度）や、島西側に貝塚時代後期の「伊計大泊貝塚」（北緯26度23分35秒 東経127度59分28.7秒 / 北緯26.39306度 東経127.991306度）やグスク時代の遺構も確認されている。

### 琉球王国・明治以降
崖下から登ってきた犬が水で濡れているのを不思議に思った島民が、その犬が元来た崖下を探索したところ、水が湧き出ていた。島を襲った干ばつから農民は救われ、この泉は「犬名河（インナガー）」（北緯26度23分43.8秒 東経127度59分39.9秒 / 北緯26.395500度 東経127.994417度）と呼ぶようになったといわれている。伊計島に上水道が整備されるまでは当泉が唯一の水源であった。畑地の多い島であったが、島中央部の「大泊泉（ウフドゥマイガー）」と西海岸の「犬名河（インナガー、犬那泉とも）」の井泉周辺に水田があったとされる。伊
計島は長期にわたって水不足に悩まされることもあり、1825年に犬名河へ通じる道路が崩落した際は、隣の宮城島から船で水を調達していた。1830年に犬名河への道路を修復、さらに1861年には、ため池や灌漑用水路の整備も行われた。しかし、崖下と地上までの約150段の石段を往復するのは重労働で、水くみの辛い伊計島に嫁ごうかと苦悩している琉歌が以下に残されている。戦後は沖縄本島から上水道が敷かれるまで、犬名河からポンプで湧水をくみ上げ、アメリカ軍と共用で使用していた。この泉は、1995年（平成7年）6月14日に「うるま市指定文化財」に指定された。
明治以降は山原船を用いて、北は国頭（沖縄本島北部）や奄美群島、南は先島諸島まで交易範囲を拡大していた。その縁で、国頭村の安田（あだ）や安部（あぶ）地区との交流を行っている。大正末期から昭和初期にかけて、養蚕業が盛んであった。
沖縄戦終結直後の1949年（昭和24年）までは、島で定められた規則に反した者は「札」を持たされ、次の違反者が出るまで毎日2銭ずつ徴収していた。1967年に、アメリカの石油企業ガルフ社は、伊計島と隣の宮城島を石油基地建設の予定地として検討していた。石油備蓄施設を宮城島に、また製油所を伊計島に建造する計画で、伊計島の島民はガルフ社誘致に対して積極的であった。しかし、宮城島では賛成・反対派に分かれ、その後ますます両者は対立し、終いには双方による傷害事件にまで発展した。反対派へ説得を試みたが、合意は受け入られず、宮城・伊計島への誘致を断念せざるを得なかった。後にガルフ社は平安座島への進出を決定し、石油基地の建設・操業を開始した。
1902年（明治35年）に隣接する宮城島の宮城尋常小学校から独立し、伊計尋常小学校が設立され、後に伊計小中学校となった。しかし、平安座・宮城・浜比嘉を含む4島の小中学校が廃止され、2012年（平成24年）3月31日に閉校、翌月には平安座島に「うるま市立彩橋小中学校」が開校した。その後の2016年4月には、旧伊計小中学校の校舎を利用して、カドカワグループがN高等学校沖縄伊計本校を開校した。

## 産業

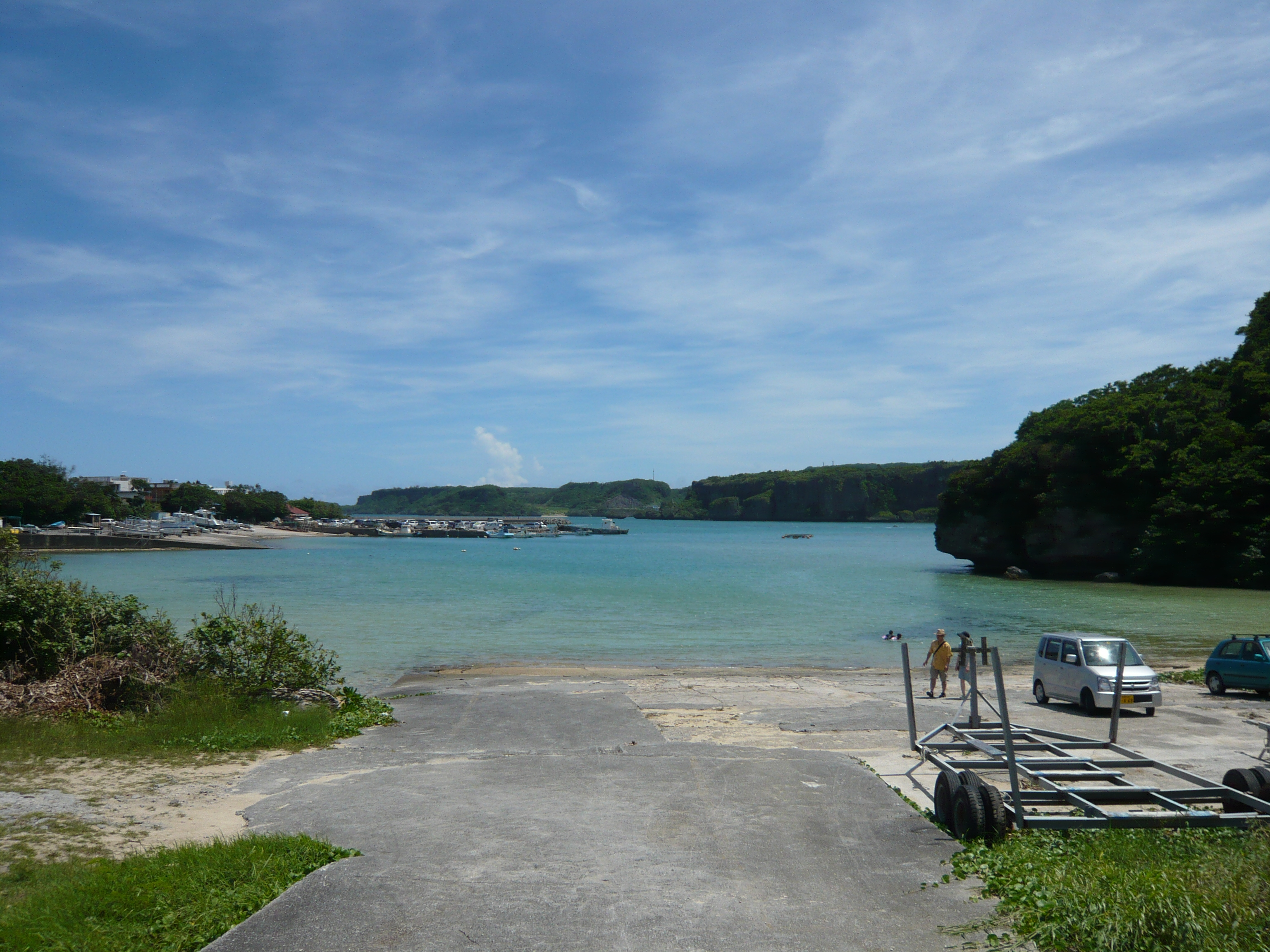
伊計漁港を望む。当港の浜辺では、過去に造船が行われていた。

伊計島は半農半漁の島で、サトウキビを主に生産している。他にもメロンやスイカ、ピーマン、トマト、さらに葉タバコも栽培されている。1979年（昭和54年）からは土地改良整備が行われ、整然と区分けされた農地を上空から見える。1981年（昭和56年）の伊計漁港における漁獲高は約15トンで、アジ・タイ・イカなどが水揚げされ、モズクやマダイの養殖も行われている。また島北西沖に、沖縄県唯一の定置網の漁場があり、カツオ漁が盛んである。昭和初期は獲れたカツオを鰹節に加工する工場があったとされる。伊計島が追い込み漁発祥の地であるとする説もあるが、確証はない。
島西海岸の伊計ビーチ（北緯26度23分16.7秒 東経127度59分26.8秒 / 北緯26.387972度 東経127.990778度）と大泊ビーチ（北緯26度23分38.1秒 東経127度59分28.2秒 / 北緯26.393917度 東経127.991167度）は海水浴場（一部は有料）として利用されている。島北部にはアメリカ軍の保養施設を修築したリゾートホテルが存在したが、2012年2月に閉鎖された。2013年に施設は別の会社に引き渡され、隣接するサーキット場も当会社に移譲された。

## 文化
かつての伊計島では、死者の命日やお盆に祭祀を行う習慣が無かったため、1769年に役人が祭事を始めるよう指導したという。その際、位牌を神主と見立てて祀ったとされる。『琉球国由来記』には、伊計島には3つの御嶽が存在し、これら御嶽で執り行われる祭事は島内のノロにより管理されていた。『おもろさうし』には、伊計グスク近くの海岸で船の進水式を見事にやり遂げたのを見て褒め称える「おもろ」が残されている。
伊計グスク北側の海岸は「イビヌクシ（イビの後ろ）」と呼ばれ、祭祀が催されたが、その後は伊計ビーチとなっている。当地ではハーリー、豊作豊漁を祈願するウスデークなどの行事が開催されている。伊計島と砂州でつながる伊計グスクへの参拝は、付近の伊計港から遥拝する。また「カミアシャギ」は、海から訪れた神をもてなす場所とされ、他にも神を祀る「掟殿内（ウッチドゥンチ）」や「地頭火ヌ神（ジトゥヒヌカン）」と呼ばれる祭殿もある。
伊計島とその周辺離島で構成される与勝諸島の方言は、沖縄中南部方言の一つに含まれ、発音・文法・語彙もさほど差異は見受けられない。伊計島では使用されなくなった言葉で、例えば「おじいさん」は「ンプー」または「ンブスー」と言った。琉球古典音楽の楽曲の一つである「伊計離節（いちはなりぶし）」は、もともとは勝連半島で歌われた民謡で、伊計島やその周辺離島の情景を歌詞にしている。

## 交通

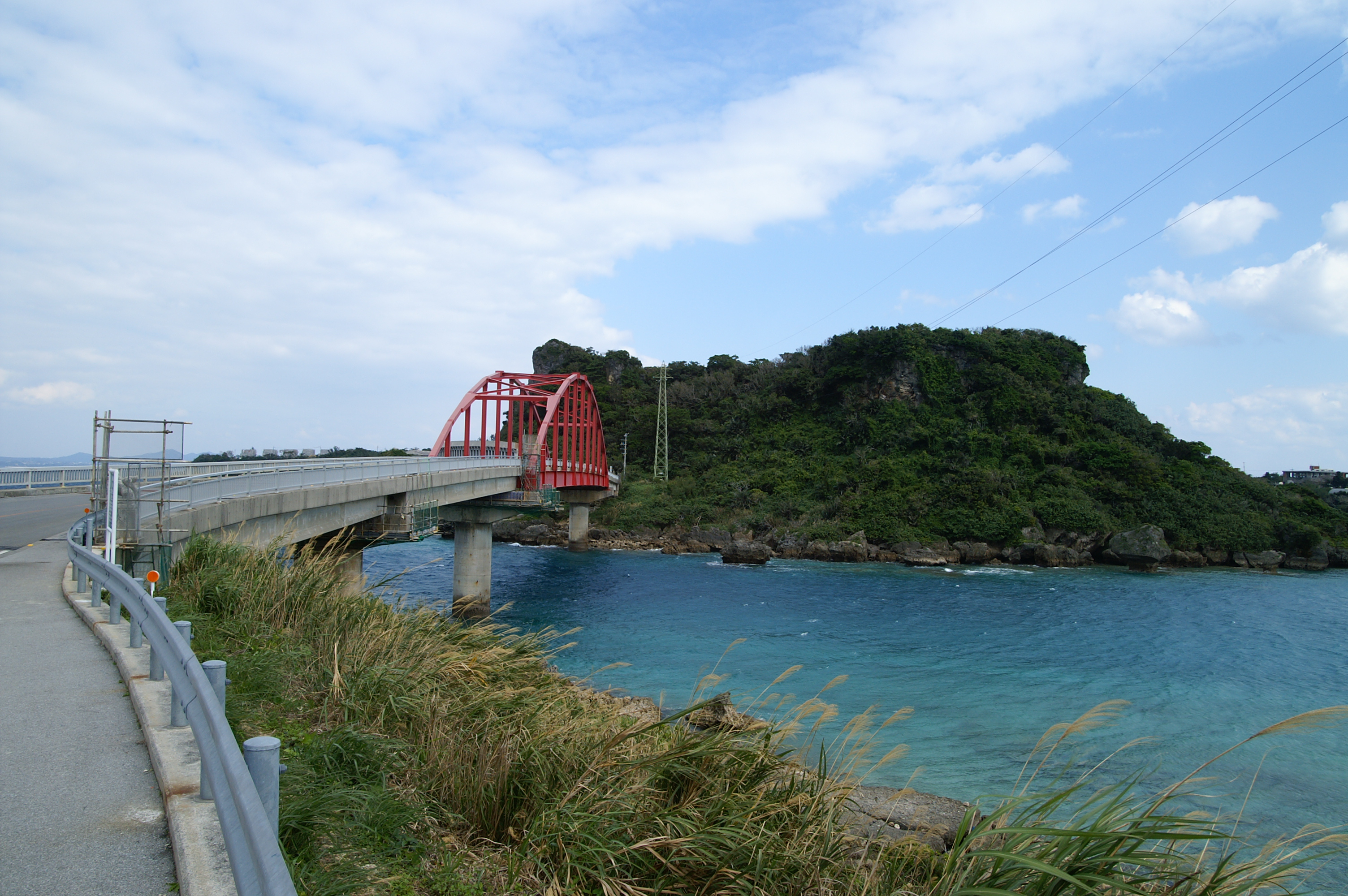
宮城島から見る伊計大橋。

伊計大橋が完成するまでは、沖縄本島の屋慶名港から船で片道約2時間を要し、宮城島北東部の池味港から渡し船が出入りしていた。1977年（昭和52年）に架橋準備に関わる調査が行われ、1979年（昭和54年）に着工、1982年（昭和57年）に伊計大橋（北緯26度23分7.6秒 東経127度59分18.3秒 / 北緯26.385444度 東経127.988417度）が完成・開通した。橋の長さは約198mで、総工費は約10億円に上った。当橋の完成により、沖縄本島から平安座・宮城島を経由して、自動車での往来が可能になった。また1997年（平成9年）には浜比嘉島と平安座島を結ぶ浜比嘉大橋も完成したため、浜比嘉島との間も自動車での往来が可能になっている。
うるま市では本島の屋慶名地区とこれらの各島を結ぶ路線バス（うるま市有償バス）を運行している。